# Providence (1977)
Providence ist ein französischer Spielfilm in englischer Sprache aus dem Jahr 1977. Es ist der erste englischsprachige Film des französischen Regisseur Alain Resnais.

## Handlung
Clive Langham ist Schriftsteller und lebt in Providence, Rhode Island. Clive ist Alkoholiker und lebt abgeschieden in seinem Haus. In einer durchzechten Nacht arbeitet er an seinem neuen Roman. Er schreibt an einer Geschichte über seine eigene Familie. Die Hauptpersonen sind seine beiden Söhne Claude und Kevin sowie Claudes Ehefrau Sonia. Gequält von der Wirkung des Alkohols phantasiert Clive eine Geschichte fernab der Realität. Am nächsten Tag hat er Geburtstag und seine Familie besucht ihn. Er muss nun erkennen, dass die nächtlichen Phantasien nichts mit dem wirklichen Leben zu tun haben.

## Kritiken
„Mit dem wie eine komplexe Partitur inszenierten Film bricht Alain Resnais abermals die traditionelle Erzählstruktur auf; er stellt Fragen über künstlerische Kreativität, Alter, Tod, Gewalt und Unterdrückung in der Gesellschaft“, schrieb das Lexikon des internationalen Films. Das Urteil von Cinema lautete: „Giftige, vielschichtige Familiensatire.“

## Auszeichnungen
1977 erhielt John Gielgud für die Rolle des Clive den Darstellerpreis des New York Film Critics Circle. Ein Jahr später wurde der Film mit dem Prix Méliès der französischen Filmkritikervereinigung (AFCC) und sieben Césars ausgezeichnet, darunter der Preis für den besten französischen Film des Jahres. In Dänemark wurde Providence 1978 mit der Bodil als bester europäischer Film des Jahres prämiert.

## Synchronisation
Die deutsche Synchronfassung entstand bei der Berliner Synchron nach dem Dialogbuch und unter der Synchronregie von Lothar Michael Schmitt.
| Rolle                          | Darsteller          | Synchronsprecher  |
| ------------------------------ | ------------------- | ----------------- |
| Clive Langham                  | John Gielgud        | Fritz Tillmann    |
| Claude Langham                 | Dirk Bogarde        | Herbert Stass     |
| Sonia Langham                  | Ellen Burstyn       | Marianne Lutz     |
| Kevin Langham / Kevin Woodford | David Warner        | Lutz Mackensy     |
| Doktor Mark Eddington          | Cyril Luckham       | Hans W. Hamacher  |
| Dave Woodford                  | Denis Lawson        | Lutz Riedel       |
| Miss Boon                      | Kathryn Leigh Scott | Chris Palm        |
| Mr. Jenner                     | Milo Sperber        | Dietrich Frauboes |
| Nils                           | Peter Arne          | Rolf Marnitz      |